# Теория интегрируемых систем
Теория интегрируемых систем — раздел математической физики, изучающий недиссипативные решения дифференциальных уравнений, в том числе уравнений в частных производных. Такие системы имеют соответствующие высшие симметрии.

## С-интегрируемые системы
Под С-интегрируемыми понимают такие системы, решения которых могут быть представлены в явном виде не сложнее, чем через квадратуры — интегралы, зависящие от начальных данных задачи.

## Гамильтоновы интегрируемые системы и метод обратной задачи рассеяния
Метод обратной задачи рассеяния подразумевает, что уравнение в частных производных можно представить в виде пары Лакса — системы двух линейных операторов, условием совместности которых будет рассматриваемая система.

### Примеры
- уравнение синус-Гордона

{\displaystyle {\frac {\partial ^{2}u}{\partial t\partial x}}=\sin u\qquad u=u(x,t)}
есть условие совместности системы {\displaystyle {\frac {\partial {\vec {\psi }}}{\partial t}}=-{\frac {1}{2\lambda }}{\begin{pmatrix}0&\exp(iu)\\\exp(iu)&0\end{pmatrix}}{\vec {\psi }},\qquad {\frac {\partial {\vec {\psi }}}{\partial x}}=-{\frac {1}{2}}{\begin{pmatrix}-i{\frac {\partial u}{\partial x}}&\lambda \\\lambda &i{\frac {\partial u}{\partial x}}\end{pmatrix}}{\vec {\psi }},\qquad {\vec {\psi }}={\begin{pmatrix}\psi _{1}(x,t)\\\psi _{2}(x,t)\end{pmatrix}}}
- нелинейное уравнение Шрёдингера
- уравнение Кортевега — де Фриза

## Интегрируемые цепочки

### Примеры
- Цепочка Тоды
- Цепочка Бенни